# EARTH JETS
EARTH JETS（アース ジェッツ）は、競技麻雀のチーム対抗戦のナショナルプロリーグ・Mリーグのチーム。アース製薬がオーナー企業となり、2025年に設立された。

## 略歴
2025年5月26日にMリーグに10チーム目として参入することを発表し、同年5月28日に、新チーム名が「EARTH JETS」であることとチームロゴが発表された。アース製薬は会長の大塚達也が麻雀愛好家ということもあって麻雀最強戦やリーチ麻雀世界選手権（世界麻雀）などへの協賛を行っており、設立100周年のタイミングでのMリーグ参入となった。
エンブレムには「変幻自在に色を変え、素早く虫を取る」攻守を表す2体のカメレオンを描き、除虫剤メーカーに因んだ虫取り網と社名でもある地球を配置した。イメージカラーは赤と緑。マスコットキャラクターはカメレオンの「オシ」と「ヒキ」。

## 所属選手
オーディション等の開催は告知されず、2025年6月30日に開催予定のドラフト会議にて4選手が指名され、7月4日に契約合意が発表された。
| シーズン | 選手     | 選手     | 選手     | 選手     |
| -------- | -------- | -------- | -------- | -------- |
| 2025-26  | 石井一馬 | 三浦智博 | 逢川恵夢 | HIRO柴田 |

## 監督
監督はアース製薬顧問で元取締役最上執行役員の川村芳範（かわむら よしのり、1952年3月12日（73歳））。2025年6月29日に公式Xで発表された。自身で天和を2回、地和を3回、九蓮宝燈を2回達成している麻雀愛好家でもある。